# Allamanda nobilis
Allamanda nobilis là một loài thực vật có hoa trong họ La bố ma. Loài này được T.Moore mô tả khoa học đầu tiên năm 1868.